# Алюміній Спортни Парк
Алюміній Спортни Парк (словен. Športni park Aluminij) — багатоцільовий стадіон у місті Кидричево, Словенія. Використовується переважно для проведення футбольних матчів і є домашньою ареною словенської команди першої ліги «Алюміній».

## Історія
У сезоні 2016—2017 років стадіон зазнав капітальної реконструкції. Стара трибуна була знесена і замінена новою трибуною на 600 критих місць. Влітку 2017 року на майданчику було встановлено штучне освітлення, яке придбали у стадіону в Заврчі.
У 2023 році стадіон було розширено за рахунок додаткових 600 місць, встановлених поруч із головною трибуною, в результаті чого загальна місткість стадіону склала приблизно 1 200 місць.